# Листерман, Хосе
Хосе́ Листерман (исп. José Liztherman/Lizhterman; 22 марта 1914, Росарио — 8 сентября 1969, Буэнос-Айрес), настоящее имя Хосе́ Лайтерман (исп. José Lighterman), иногда называемай Хайме Листерман (исп. Jaime Liztherman) — аргентинский футболист, нападающий.

## Карьера
Хосе Листерман родился в еврейской семье прохождением из России. Он начал карьеру в клубе «Бельграно» из Росарио. В 1938 году Листерман перешёл в «Атланту». Годом позже он перешёл в Боку Хуниорс, заплатившую за трансфер футболиста 40 тысяч песо, выставочный матч и двух игроков, ценой в 4 тысячи песо каждый. Он дебютировал в составе команды 11 февраля 1939 года в матче с «Ривер Плейтом», где сразу забил три мяча, однако его команда проиграла со счётом 3:5. Листерман играл за клуб ещё на протяжении года, проведя 15 матчей и забив 9 голов. Последнюю встречу за «Боку» нападающий сыграл 3 сентября против «Платенсе» (0:0).
В 1940 году Листерман перешёл в клуб «Феррокарриль Оэсте», став частью большой сделки между этой командой и «Бокой Хуниорс». По ней в «Феррокариль» перешли Луис Лаидлоу, который сам в свою очередь был обменян в «Ботафого», Даниэль Хуан Пикаро, Хоакин Корветто и сам Листерман. В обратную сторону уехали Хайме Сарланга, Бернардо Гандулья и Рауль Эмеаль. Листерман дебютировал в новом клубе 14 апреля в матче с «Ураканом». Он играл за команду один сезон, проведя 27 матчей и забив 15 голов. Благодаря чему стал лучшим бомбардиром «Феррокарриль» в сезоне. Последнюю встречу в составе клуба Хосе сыграл 21 декабря с «Ньюэллс Олд Бойз» (1:1). 
В 1941 году Хосе стал игроком «Расинга», где забил 23 гола в 23 матчах, став лучшим бомбардиром команды. Оттуда футболист уехал в уругвайский «Пеньяроль». Где 13 февраля 1943 года забил два гола в дерби с «Насьоналем». Затем форвард возвратился в «Расинг», а завершил карьеру в 1944 году в «Атланте». Всего за клуб он провёл 31 матч и забил 21 гол. Листерман умер в 1969 году от остановки сердца в Буэнос-Айресе.

## Международная статистика
| Матчи Хосе Листермана за сборную Аргентины | Матчи Хосе Листермана за сборную Аргентины | Матчи Хосе Листермана за сборную Аргентины | Матчи Хосе Листермана за сборную Аргентины | Матчи Хосе Листермана за сборную Аргентины | Матчи Хосе Листермана за сборную Аргентины | Матчи Хосе Листермана за сборную Аргентины |
| ------------------------------------------ | ------------------------------------------ | ------------------------------------------ | ------------------------------------------ | ------------------------------------------ | ------------------------------------------ | ------------------------------------------ |
| №                                          | Дата                                       | Место проведения                           | Оппонент                                   | Счёт                                       | Голы                                       | Турнир                                     |
| 1                                          | 4 апреля 1943                              | Монтевидео                                 | Уругвай                                    | 0:1                                        | —                                          | Товарищеский матч                          |

## Личная жизнь
Братья Хосе, Эрнесто (родился в 1914) и Рубен (родился в 1922) также были футболистами.
Хосе был женат на Франсиске Кармен Месиано (родилась в 1921). У них был сын Рикардо Альберто (родился 11 октября 1945) и дочь Элена.
Несмотря на то, что родители Хосе носили фамилию Листерман, дети были зарегистрированы под фамилией Лайтерман. Однако все они играли под оригинальной фамилией.